# Hibbertia lucens
Hibbertia lucens Brongn. & Gris ex Sebert & Pancher – gatunek rośliny z rzędu ukęślowców (Dilleniales Hutch.). Występuje naturalnie w Nowej Kaledonii (głównie na Grande Terre i Île des Pins) oraz na Fidżi. 

## Morfologia
PokrójWiecznie zielone drzewo lub krzew. Dorasta do 1–25 m wysokości. Pokrój jest stożkowaty. Pień osiąga do 80 cm średnicy. Kora ma czerwonawą barwę. Gałęzie są krótkie i bardzo rozgałęzione.
LiścieZebrane z rozety w kątach pędów. Ich blaszka liściowa jest niemal siedząca, skórzasta i ma lancetowaty kształt, jest całobrzega, o nasadzie zbiegającej po ogonku i ostrym wierzchołku. Górna powierzchnia jest błyszcząca, natomiast od spodu pokryte są gęsto srebrzystymi włoskami.
KwiatyZebrane po 6–20 w wierzchotki, rozwijają się blisko szczytów pędów. Mają żółtą lub pomarańczową barwę.
OwoceMieszki o podłużnym kształcie, osiągają 10 cm długości. Każdy zawiera od jednego do trzech nasion.

## Biologia i ekologia
Rośnie w makii oraz wilgotnych lasach. Występuje na wysokości do 1000 m n.p.m. Najczęściej rośnie na laterytach oraz skałach ultrazasadowych, a także czasami na skałach metamorficznych. Kwitnie i owocuje zwłaszcza pod koniec roku kalendarzowego. 

## Zastosowanie
Ze względu na osiąganie dużych rozmiarów ma zastosowanie jako surowiec drzewny.